# Rysk formalism
Rysk formalism var en litterär teori som uppstod vid tiden för första världskriget. Två sammanslutningar ägnade sig åt det poetiska språkets egenskaper. Dessa var Moskvas lingvistiska cirkel med Roman Jakobson som ledare och Sällskapet för studium av det poetiska språket med Viktor Sklovskij som centralgestalt. Inom den ryska formalismen lade man fokus på textens form och dess teknik. 

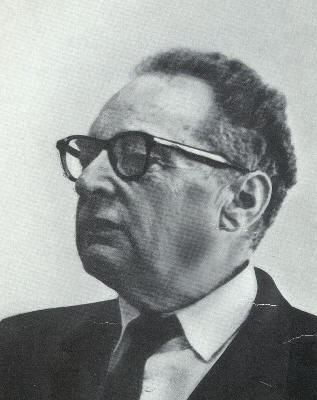
Roman Jakobson.

Under 1960-talet fann strukturalisterna Gérard Genette, Tzvetan Todorov och A.J. Greimas inspiration i den ryska formalismen.

## Företrädare
- Viktor Sjklovskij
- Jurij Tynjanov
- Vladimir Propp
- Boris Ejchenbaum
- Roman Jakobson
- Boris Tomasjevskij
- Grigorij Gukovskij
- Osip Brik